# أندرو كوين
أندرو كوين (بالإنجليزية: Andrew Quinn)‏ هو لاعب قذف أيرلندي، ولد في 25 مايو 1983 في Tulla ‏ في جمهورية أيرلندا.